# 千宗拙

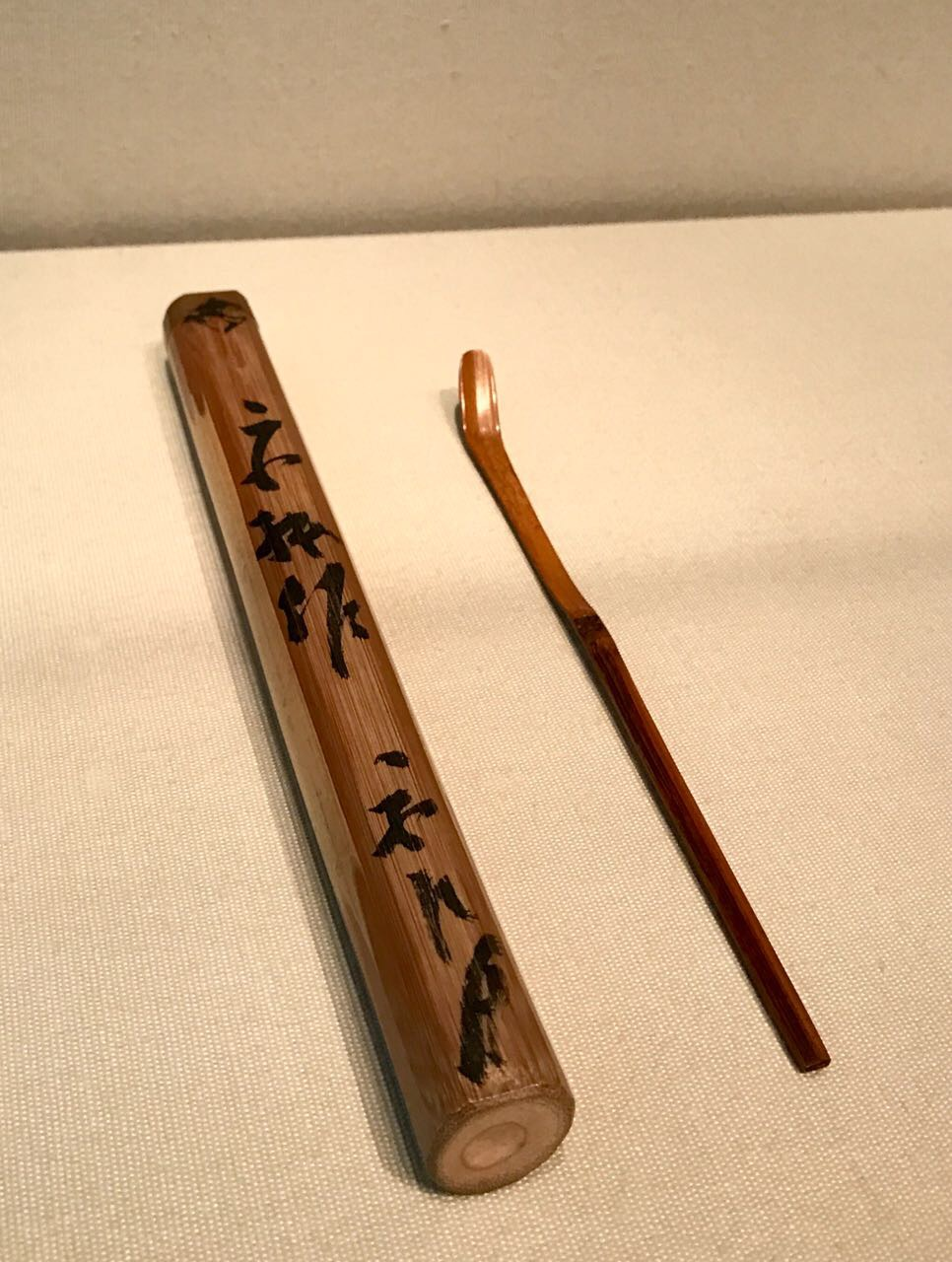
宗拙作の茶杓（右）とその筒。

千宗拙（せんそうせつ、せんのそうせつ、生年不詳 - 慶安5年5月6日〈1652年6月11日〉）は江戸時代初期の茶人。千宗旦の長男。俗名は馬之助、道号は閑翁、また壺天と号す。

## 略歴
宗拙の生涯についてははっきりしない点が多い。
宗拙は宗守とともに宗旦の先妻の子であり、宗左や宗室とは異母兄弟である。宗旦が還俗したあと、弟の宗守が生まれるまでの慶長年間に生まれたと考えられる。
父宗旦と折り合いが悪かったため早くに家を出て江戸で浪人暮らしを送っていた。
京を離れた時期はわからないが、寛永17年（1640年）には江戸におり、健康状態が良くなかったことがわかる。
この時期に宗旦が書き送った手紙に、酒の話が頻出していることから、酒好きで体を壊していたという説がある。
沢庵和尚の口利きで加賀藩前田家に仕えたがすぐに職を辞し隠居したという説と、宗旦の介入を嫌って仕官しなかったという説がある。
前田家への仕官は、寛永3年（1626年）ごろ、または寛永19年（1642年）ごろという2説がある。玉舟宗璠の推挙によるという書状があるというが、寛永３年とする根拠は明確でない。ただ寛永19年は勘当後なので考えにくい。
また表千家覚々斎の茶書などから、徳島蜂須賀家に茶頭として仕えていたことが知られており、藩主の怒りにふれて手討ちにされそうになったので京へ逃げ帰ったという伝承がある。
寛永18年（1641年）に勘当される。
京都では、吉岡家に入った弟の宗守の世話になったり、大徳寺大源庵の天室宗竺に匿われたりしていたらしい。晩年には正伝寺の塔頭瑞泉庵に隠棲し、慶安5年5月6日（1652年6月11日）に没している。享年は不明だが、50歳前後だったと考えられる。道号の閑翁は、生前に沢庵宗彭が付けたか、あるいは没後に宗旦が天室宗竺に依頼したという伝承もある。
妻子について確たることはわからない。

## 宗旦との関係
古くから父である宗旦との不和が伝えられ、勘当を受けたとされてきたが、その理由はよくわかっていない。井口海仙はとくに根拠は示さずに、茶道に関する見解の相違、宗旦後妻との不円満、放蕩などの可能性を挙げている。
杉木普斎の伝記である『普公茶話』には、宗旦から宗拙を経て宗守から台子点前を伝授されたという話が伝えられており、宗旦が宗拙を嫡男・継承者とみなしていたことをうかがわせる。ほかにも茶道具の置き合わせ（『集雲庵覚書』）、灰の扱い（速見宗達『喫茶明月集』）など、宗旦が宗拙を茶人として高く評価している逸話が伝えられている。
また宗旦は、宗拙の仕官に尽力している。紀州徳川家や小田原稲葉家への仕官のため、弟宗左や、医師の武田道安、柳生宗矩、沢庵宗彭などの協力を得たが決まらなかった。このとき、宗拙が沢庵へ不義理を働いたとして宗旦の怒りを買っており、後の勘当につながっている。
清巌宗渭が和解の取りなしをしたようだが、その成否は明らかでない。しかし生前に勘当は解かれたと考えられている。
18世紀の花書『抛入華之園』には、宗拙が宗旦50歳の祝いに海老根の花をいけ評判になったという逸話がある。

## 交友関係
- 本阿弥光悦 - 『続近世畸人伝』に、宗拙は光悦の書の弟子で、勘当された宗拙を世話して野間玄琢に預けたため、光悦と宗旦の仲が疎遠になったという逸話が収められている[11]。ただし光悦は寛永14年（1637年）に没しており、宗拙の勘当が寛永18年（1641年）と考えられることとは整合しない[2]。鈴木半茶によれば元和から寛永にかけて（1620年代）の逸話ではないかという[8]。